# Cyclanthera
Cyclanthera es un género con 75 especies de plantas con flores perteneciente a la familia Cucurbitaceae. 

## Especies seleccionadas
- Cyclanthera achocchilla
- Cyclanthera australis
- Cyclanthera biglandulifera
- Cyclanthera boliviensis
- Cyclanthera bourgaeana
- Cyclanthera brachystachya, (Ser.) Cogn., 1877 - pepino diablito[1]
- Cyclanthera pedata, (L.) Schrad., 1831[2]
- Cyclanthera subinermis, Cogn., 1880 - achoncha[3][4]

## Sinonimia
- Discanthera Torr. et A.Gray